# 黄油曲奇
黄油曲奇（英語：Butter cookies）是由黄油 、麵粉和糖组成的無酵餅。 面团在用來製作黃油曲奇時通常需要冷却。市面上有時會推出香草、巧克力和椰子風味的黃油曲奇。黃油曲奇还具有各种形状，例如圆形、正方形、椭圆形、环形。 在欧洲和北美等地，黄油饼干通常在圣诞节前后十分暢銷。

## 中國
黄油饼干在中国也很受欢迎，特别是在农历新年期间。  Kelsen Group出品的藍罐曲奇（Kjeldsens）和丹尼诗特色食品有限公司出品的皇冠曲奇（Danisa）在中國銷量較好。

## 丹麦黄油曲奇

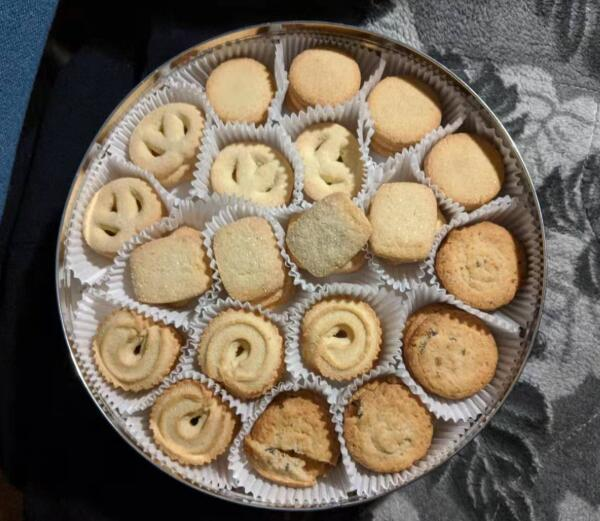
各種形狀的黃油曲奇

丹麦多年来一直是黄油曲奇的主要出口国，尤其是向美国和亚洲出口。 它们有许多品种，出口的黄油曲奇通常用錫盒包装和出售。    

## 另見
- 不的波
- 奶油酥餅

## 更多阅读
- Friberg, Bo. The Professional Pastry Chef. 4th. New York: John Wiley & Sons, Inc., 2002.